# Toussieux
Toussieux település Franciaországban, Ain megyében. Lakosainak száma 1228 fő (2022. január 1.). Toussieux Misérieux, Rancé és Reyrieux községekkel határos.

## Népesség
A település népessége az elmúlt években az alábbi módon változott:
| Lakosok száma | 160  | 327  | 437  | 736  | 810  | 913  | 1091 | 1124 | 1169 | 1228 |
|               | 1968 | 1982 | 1990 | 2006 | 2013 | 2015 | 2017 | 2019 | 2020 | 2022 |